# Stefaniola rufa
Stefaniola rufa är en tvåvingeart som beskrevs av Dorchin 2001. Stefaniola rufa ingår i släktet Stefaniola och familjen gallmyggor. Inga underarter finns listade i Catalogue of Life.